# 一条家
一条家（いちじょうけ、正体字：一條）は、藤原北家嫡流九条家の庶流にあたる公家・華族。公家としての家格は摂家、華族としての爵位は公爵。家紋は一条藤。

## 歴史

### 封建時代
鎌倉時代前期の摂関九条道家の四男実経が父から所領と邸宅を譲られたのに始まる。その邸宅が一条室町にあったことから一条を家名とするようになった。
朝幕両方に権力を握っていた道家は嫡男九条教実のみならず、次男二条良実、四男一条実経をも摂関にした。以降二条家と一条家も摂政・関白を出す摂関家の一つとなり、近衛家とその庶流鷹司家と合わせて五摂家と呼ばれるようになった。
室町時代中期の兼良は学者として名高かった。兼良の長子教房は戦乱を逃れて土佐国幡多荘に下った。その子孫は戦国大名化して土佐一条氏となるが、長宗我部氏に滅ぼされている。兼良の子で興福寺大乗院門跡に入った尋尊も著名。
近世初めの内基に至って嗣子がなく、後陽成天皇の第9皇子を一条昭良として養子に迎え、皇別摂家となった（皇別摂家の状態は兼輝の代まで続く）。昭良（法名:恵観）は、京都市の西賀茂に別邸の離れの山荘を造営したが、この山荘は昭和時代にはすでに忘れ去られ荒廃し、取り壊されてゴルフ場になる寸前の所を、1959年（昭和34年）に堀口捨己らによって山荘を含む一部の建築と庭が鎌倉市に移築され、1964年（昭和39年）一条恵観山荘として重要文化財に指定された。
江戸時代の所領の表高ははじめ1000石、後に1500石、幕末に2000石。江戸期の家臣に諸大夫として保田家、森沢家、入江家、難波家、侍に若松家、下橋家、森沢家、岡本家、丹下家、佐々木家など。江戸期の屋敷は公家御門北西側角。

### 明治以降
幕末期の当主である左大臣一条忠香の三女・美子は明治天皇の皇后となった（昭憲皇太后）。
忠香の長男である右大臣一条実良は男子なく明治元年4月24日に死去。醍醐忠順三男忠貞が養子として相続した。
明治2年（1869年）6月17日の行政官達で公家と大名家が統合されて華族制度が誕生すると、一条家も旧公家として華族に列した。
明治3年12月10日に定められた家禄は、現米で665石4斗。明治9年8月5日の金禄公債証書発行条例に基づき家禄と引き換えに支給された金禄公債の額は2万9138円44銭5厘（華族受給者中174位）。当時の忠貞の住居は東京市赤坂区赤坂福吉町。
京都別邸の玄関車寄と書院は1873年（明治6年）7月に京都大神宮へ移築されている。
明治15年12月に忠貞は一条家を離籍し、四条隆謌七男の実輝が実良の娘良子と結婚して婿養子として家督相続。
明治17年（1884年）7月7日の華族令施行で華族が五爵制になったのに伴い、実輝が旧摂家として公爵に叙せられた。実輝は海軍に入隊し大佐まで昇進。また東宮侍従長や皇太后宮大夫、宮中顧問官、宗秩寮審議官、明治神宮宮司などを歴任した。
実輝は九条家から道良（後に離縁。生家の九条家に帰って良致と改名し、九条家の分家華族として男爵）を養子に入れたが、その後に実子実基が生まれた。この実基を分家させて土佐一条家を再興させ、明治35年（1902年）に同家は華族の男爵に叙されている。
実輝は大正13年7月9日に死去したが、男子がなく、大炊御門師前長男忠孝が実輝の娘経子と結婚して婿養子として爵位と家督を相続。忠孝は、海軍大佐まで昇進した海軍軍人だった。大正天皇大喪の際には大喪使祭長を務めた。また公爵として無選挙で貴族院議員になり院内会派火曜会に所属。昭和3年には国際観光委員、液体燃料委員として貴族院を代表してパリで開催された万国議員商事会議に出席した。彼の代の昭和前期に一条公爵家の住居は東京市牛込区鷹匠町にあった。
実孝の長男実文（大正6年8月10日生、昭和60年8月25日没）は海軍主計大尉だった。その長男実昭（昭和20年8月6日生）は弁護士。
東京市赤坂区赤坂福吉町にあった一条公爵邸（明治時代）
- 邸宅の正面
- 邸宅の背面
- 邸内の一室